# مسابقات جهانی شنا (۲۵ متر) ۲۰۱۰
مسابقات جهانی شنا (۲۵ متر) ۲۰۱۰ یا مسابقات جهانی شنا کورس کوتاه از ۱۵ تا ۱۹ دسامبر ۲۰۱۰ میلادی در دبی، امارات برگزار شده است.

## کشورهای شرکت‌کننده
| - آلبانی - الجزایر - آندورا - آنگولا - ارمنستان - آرژانتین - استرالیا - اتریش - جمهوری آذربایجان - باهاما - برونئی - باربادوس - بلاروس - بلژیک - بنین - بولیوی - برمودا - برزیل - برونئی - بلغارستان - بورکینافاسو - کامبوج - کانادا - جزایر کیمن - شیلی - چین - تایوان - کلمبیا - کومور - جمهوری کنگو - جزایر کوک - کاستاریکا - ساحل عاج - کرواسی - کوبا - قبرس | - جمهوری چک - دانمارک - جیبوتی - جمهوری دومینیکن - اکوادور - مصر - السالوادور - استونی - اتیوپی - جزایر فارو - فیجی - فنلاند - فرانسه - گرجستان - آلمان - جبل طارق - بریتانیا - یونان - گوآم - گینه - گویان - هنگ کنگ - هندوراس - مجارستان - ایسلند - عراق - اسرائیل - ایتالیا - جامائیکا - ژاپن - اردن - قزاقستان - کنیا - قرقیزستان - کویت - لائوس | - لتونی - لبنان - لیتوانی - لوکزامبورگ - ماکائو - مقدونیه شمالی - ماداگاسکار - مالدیو - مالی - مالت - جزایر مارشال - موریتانی - مکزیک - ایالات فدرال میکرونزی - مولدووا - مغولستان - میانمار - نامیبیا - نیکاراگوئه - هلند - آنتیل هلند - نپال - نیوزیلند - نیجریه - جزایر ماریانای شمالی - نروژ - عمان - پاکستان - فلسطین - پالائو - پاناما - پاپوآ گینه نو - پاراگوئه - پرو - فیلیپین - لهستان | - پرتغال - روسیه - رواندا - سنت لوسیا - عربستان سعودی - سنگال - صربستان - سیشل - سنگاپور - اسلواکی - اسلوونی - آفریقای جنوبی - اسپانیا - سری‌لانکا - سوئد - سوئیس - سوریه - تاجیکستان - تایلند - توگو - ترینیداد و توباگو - تونس - ترکیه - ترکمنستان - اوگاندا - اوکراین - امارات متحده عربی - ایالات متحده آمریکا - اروگوئه - ازبکستان - ونزوئلا - ویتنام - زامبیا - زیمبابوه |  |

## جدول مدال‌ها
| رتبه | کشور                | طلا | نقره | برنز | مجموع |
| ۱    | ایالات متحده آمریکا | ۱۲  | ۶    | ۷    | ۲۵    |
| ۲    | روسیه               | ۴   | ۴    | ۲    | ۱۰    |
| ۳    | اسپانیا             | ۴   | ۲    | ۲    | ۸     |
| ۴    | چین                 | ۳   | ۵    | ۶    | ۱۴    |
| ۵    | فرانسه              | ۳   | ۳    | ۲    | ۸     |
| ۶    | هلند                | ۳   | ۲    | ۱    | ۶     |
| ۷    | برزیل               | ۳   | ۱    | ۴    | ۸     |
| ۸    | آفریقای جنوبی       | ۲   | ۱    | ۰    | ۳     |
| ۹    | استرالیا            | ۱   | ۷    | ۳    | ۱۱    |
| ۱۰   | تونس                | ۱   | ۱    | ۲    | ۴     |
| ۱۱   | آلمان               | ۱   | ۱    | ۱    | ۳     |
| ۱۱   | سوئد                | ۱   | ۱    | ۱    | ۳     |
| ۱۳   | ونزوئلا             | ۱   | ۱    | ۰    | ۲     |
| ۱۴   | ژاپن                | ۱   | ۰    | ۰    | ۱     |
| ۱۵   | دانمارک             | ۰   | ۱    | ۲    | ۳     |
| ۱۵   | مجارستان            | ۰   | ۱    | ۲    | ۳     |
| ۱۷   | اتریش               | ۰   | ۱    | ۱    | ۲     |
| ۱۷   | ایتالیا             | ۰   | ۱    | ۱    | ۲     |
| ۱۹   | بریتانیای کبیر      | ۰   | ۱    | ۰    | ۱     |
| ۱۹   | اوکراین             | ۰   | ۱    | ۰    | ۱     |
| ۲۱   | باهاما              | ۰   | ۰    | ۱    | ۱     |
| ۲۱   | نروژ                | ۰   | ۰    | ۱    | ۱     |
|      | مجموع               | ۴۰  | ۴۱   | ۳۹   | ۱۲۰   |